# Anax junius
La libélula zurcidora de junio o libélula zurcidora verde (Anax junius), es una especie de odonato anisóptero de la familia Aeshnidae originaria de América del Norte, aunque con distribución en zonas de América Central e islas del Caribe. La libélula zurcidora de junio o libélula zurcidora verde es una de las libélulas más grandes y más rápidas, se han reportado vuelos de hasta 85 km/h y traslados de 135 km por día.

## Nombres comunes
- Español: libélula zurcidora de junio, libélula zurcidora verde. Esperanza

## Clasificación y descripción
El género Anax se compone de 27 especies, cinco de las cuales se distribuyen en América, se caracterizan por ser libélulas grandes y con fuertes capacidades de vuelo, La  cabeza es verde con una mancha negra anterior a los ojos; el  tórax es verde; el primer segmento del abdomen es verde y el resto azul. Esta especie presenta una estrategia de reproducción relativamente rara: grandes proporciones de las poblaciones en la mayoría de las áreas donde se distribuye son migratorias. Los adultos maduros se desplazan al norte atravesando Norteamérica durante la primavera. Estos individuos se reproducen, sus larvas se desarrollan durante el verano, y la descendencia emerge en el verano tardío, luego vuelan al sur aún con colores inmaduros. Algunas veces los migrantes pueden ser observados en grandes números, especialmente en la costa del Atlántico y en los Grandes Lagos. Ocasionalmente se observan mar adentro en el suroeste de California en otoño, y comúnmente se pueden ver desde las plataformas petroleras del Golfo de México. Se presume que estos individuos se reproducen en México y el Caribe, y que sus ninfas se desarrollan durante el invierno y su descendencia vuela al norte en la primavera. Dicho escenario es especulativo, sin embargo, existe fuerte evidencia circunstancial para afirmarlo. Una menor proporción de individuos son como otras especies de libélulas, emergen en primavera de ninfas que pasaron el invierno en la misma área.

## Distribución de la especie
Esta especie ocurre en nueve provincias de Canadá, 51 estados de E.U.A., 18 estados de México, en Kamchatka (Rusia) y muchas islas del Caribe tanto de las Antillas Mayores como de las Antillas Menores.
Es una especie migratoria que viaja desde el norte de los Estados Unidos hasta Texas y México. Recorre distancias de hasta 2800 km. Sus movimientos migratorios se han estudiado con radar y se han hecho estudios de su bioquímica y genética.

## Hábitat
Se encuentra en lagos y estanques, también en arroyos lentos. Debido a su naturaleza migratoria, es posible observarla en cualquier lugar, tanto en sitios con cuerpos de agua como en sitios sin agua superficial.

## Estado de conservación
La Unión Internacional para la Conservación de la Naturaleza (UICN) la considera bajo la categoría de Preocupación menor (LC).